# Philosophische Untersuchungen über das Wesen der menschlichen Freiheit
Die Philosophischen Untersuchungen über das Wesen der menschlichen Freiheit und die damit zusammenhängenden Gegenstände von 1809 ist ein zentrales Werk des Philosophen Friedrich Wilhelm Joseph Schelling, in dem er sich um eine Freiheitstheorie bemüht, die ihre begründungstheoretischen Grundsätze wesentlich aus einer Metaphysik des Bösen entfaltet. Trotz ihrer Kürze bilden die Philosophischen Untersuchungen eines der wichtigsten Werke des deutschen Idealismus.

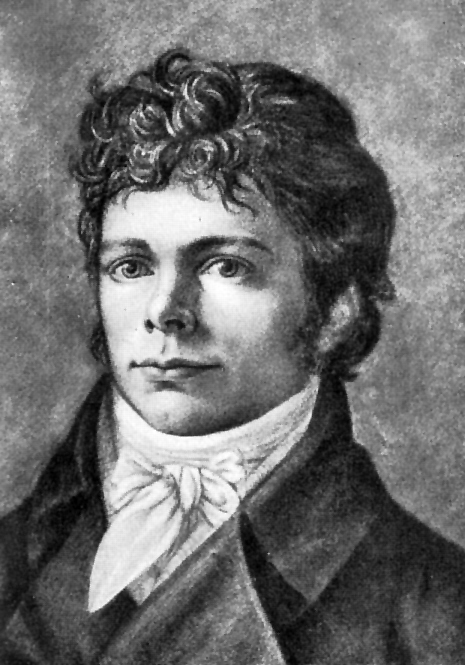
Friedrich Wilhelm Schelling, Gemälde von Christian Friedrich Tieck, ca. 1800

## Inhalt
Nach einleitenden Bemerkungen zu dem Anlass seiner Publikation und der Vorstellung seines Themas sowie einer Auseinandersetzung mit der Vernunftphilosophie und dem subjektiven Idealismus Fichtes konzentriert sich Schelling auf die Erläuterung seines Modells der menschlichen Freiheit in der göttlichen Schöpfung.
Die Untersuchung beginnt mit der Frage nach der Herkunft des Bösen und der Entscheidungsfreiheit (S. 352 ff.). Schelling diskutiert hierzu verschiedene in Philosophie (z. B. Leibniz’, S. 367 ff., Platons, S. 371) und Theologie bisher vertretene Thesen des Mangels an Vollkommenheit oder einer dämonischen Kraft des Chaos bzw. eines der Vernunft entgegengesetzten irdischen Prinzips der Sinnlichkeit und vertritt seine Auffassung, dass das Böse „sich oft mit einer Vortrefflichkeit der einzelnen Kräfte vereinigt zeigt, die seltener das Gute begleitet. Der Grund des Bösen [müsse] also […] eher in dem höchsten Positiven liegen, das die Natur enthält“ (S. 369). Beide Kräfte hätten eine gemeinsame Wurzel und stünden in einem dialektischen Prozess zueinander. Negativ sei nur „die falsche Einheit“ (S. 371) der Kräfte.

Schelling belegt diese Sichtweise mit dem „Anblick der ganzen Natur“: 
„Das Irrationale und Zufällige, das in der Formation der Wesen,[…] mit dem Notwendigen sich verbunden zeigt, beweist, dass es nicht bloß eine geometrische Notwendigkeit ist, die hier gewirkt hat, sondern dass Freiheit, Geist und Eigenwille mit im Spiel waren. […] niemand wird glauben, dass die Begierde, die den Grund jedes besonderen Naturerlebens ausmacht, und der Trieb, sich nicht nur überhaupt, sondern in diesem bestimmten Dasein zu erhalten, zu dem erschaffenen Geschöpf erst hinzugekommen sei, sondern vielmehr, dass sie das Schaffende selber gewesen. […] es sind in der Natur zufällige Bestimmungen, die nur aus einer gleich in der ersten Schöpfung geschehenen Erregung des irrationalen oder finsteren Prinzips der Kreatur- nur aus aktivierter Selbstheit erklärlich sind“ (S. 376). 
In der Natur sei, hier widerspricht Schelling Leibniz,  „nicht lautre reine Vernunft“, sondern „Persönlichkeit und Geist […] sonst hätte der geometrische Verstand, der so lange geherrscht hat, sie längst durchdrungen und sein Idol allgemeiner und ewiger Naturgesetze mehr bewahrheiten müssen, als bis jetzt geschehen ist, da er vielmehr das irrationale Verhältnis der Natur zu sich täglich mehr erkennen [müsse]“ (S. 395 f.). „Dagegen würde ein System, worin die Vernunft sich selbst wirklich erkennte, alle Anforderungen des Geistes wie des Herzens, des sittlichsten Gefühls wie des strengsten Verstandes vereinigen müssen“. Denn „alle Persönlichkeit ruht auf einem dunklen Grunde, der allerdings auch Grund der Erkenntnis sein muss. Aber nur der Verstand ist es, der das in diesem Grunde verborgene und bloß potentialiter enthaltene herausbildet und zum Aktus erhebt“ (S. 413 f.).
Schelling postuliert sowohl für jedes Naturwesen als auch für Gott ein doppeltes Prinzip: einmal des Grundes (= materielle Basis, noch verstandloser Wille, triebhaft Dunkles, Ichheit der Kreatur, Egoität, Eigenwille als Mittel und Werkzeug zum Zweck, zum Licht zu gelangen, eingeschlossen triebhaft emotional Irrationales) und zweitens des Verstandes (= Existenz, Licht, Ideen, Ideales, Geist, eigentliches Sein, Universalwille als Aufbau und Ziel).
Er versucht die beiden Prinzipien der Schöpfung aus einem gemeinsamen abzuleiten. Das Wesen des Grundes und des Existierenden ist bereits in einem „Urgrund oder vielmehr Ungrund“, in einer „absolute[n] Indifferenz“ (S. 406), also einer Gleichgültigkeit bzw. Neutralität zwischen beiden vorhanden. Dieser teilt sich nur, „damit Leben und Liebe und persönliche Existenz“ (S. 408), die es in der Indifferenz nicht gibt,  möglich werden. Dieses Eine Wesen scheidet sich in seinen zwei Wirkungsweisen  in zwei Wesen, in dem einen ist es bloß Grund zur Existenz, in dem anderen bloß ideales Wesen. Nur Gott als Geist ist die absolute Identität beider Prinzipien, weil „beide seiner Persönlichkeit unterworfen sind“ (S. 409).
Ein zentraler Punkt der Untersuchung  ist  die Frage, warum Gott das dunkle Prinzip in sich in der Schöpfung offenbarte und damit die Gefährdung des Menschen ermöglichte. Schelling erklärt dies damit, dass Gott; und in diesem Punkt widerspricht er sowohl Fichte wie Spinoza,  kein „bloß logisches Abstraktum“ sei. Durch das „Band […] mit der Natur“ (S. 395) besitze er eine „Personalität“ (S. 394) und dadurch komme es zu einer Trennung der ursprünglichen Einheit der Prinzipien, also zu einem von ihm „relativ“ […] „unabhängige[n] Grund von Realität“ (S. 395). Da „Gott ein Leben ist, nicht bloß ein Sein“ (S. 403), „[sei] ihm selbst eine Dynamik eigen. Alles Leben aber [habe] ein Schicksal, und [sei] dem Leiden und Werden untertan.“, denn „[i]n der Verwirklichung durch Gegensatz [sei] notwendig ein Werden“ (S. 403).
Dieser Aspekt steht im Zusammenhang mit der Frage nach der Endabsicht  der Schöpfung. Schelling nimmt einen Prozess an, an dessen Ende, am Ende der Offenbarung, das Böse vom Guten ausgestoßen und „das aus dem Grunde erhobene Gute zur ewigen Einheit mit dem ursprünglichen Guten verbunden“ wird. Mit dem Ende der Dualität „ordne[] das Wort oder das ideale Prinzip sich und das mit ihm eins gewordene reale [Prinzip] dem Geist unter, und dieser, als das göttliche Bewusstsein, leb[e] auf gleiche Weise in beiden Prinzipien“ (S. 405). Dabei [sei] der Mensch als „der Anfang des neuen Bundes“ der „Mittler“ (S. 411), der Gott mit der Natur verbindet.
Für diese Entwicklung musste Gott sich in der Schöpfung „notwendig offenbaren“ (S. 374). Damit „das im Gegensatz mit dem Bösen in der Welt gesprochne Wort die Menschheit oder Selbstheit annehmen und selber persönlich werden“ konnte, wurde die in Gott unauflösbare Einheit stufenweise gelockert und schließlich bei der Erschaffung des „urbildliche[n] und göttliche[n] Mensch[en]“, im „höchste[n] Gipfel der Offenbarung“, getrennt: Denn „[i]n der anfänglichen Schöpfung, welche nichts anderes als die Geburt des Lichts ist, [musste] das finstere Prinzip als Grund [= Grundlage] sein […], damit das Licht aus ihm (als aus der bloßen Potenz zum Aktus) erhoben werden könnte. […] Dieses Prinzip ist eben der in der Schöpfung durch Erregung des finsteren Grundes erweckte Geist des Bösen […], welchem der Geist der Liebe […] jetzt ein höheres Ideales entgegensetzt.“ (S. 377, ähnlich S. 395). Der Wille zur Offenbarung Gottes wirkt demnach im Zusammenhang mit dem Willen des Grundes: Gott „bewegte sich nur nach seiner Natur und nicht nach seinem Herzen  oder der Liebe“ (S. 378).
Diese „Sehnsucht des Einen, sich selbst zu gebären, oder Wille des Grundes“ könne „nicht frei sein in dem Sinne, in welchem es der Wille der Liebe ist. Er [sei] kein bewusster oder mit Reflexion verbundener Wille, obgleich auch kein völlig bewusstloser, der nach blinder mechanischer Notwendigkeit sich bewegte, sondern mittlerer Natur, wie Begierde und Lust, am ehesten dem schönen Drang einer werdenden Natur vergleichbar, die sich zu entfalten strebt, und deren innere Bewegungen unwillkürlich sind (nicht unterlassen werden können), ohne dass sie doch sich in ihnen gezwungen fühlte.
Schlechthin freier und bewusster Wille aber [sei] der Wille zur Liebe […] die aus ihm folgende Offenbarung [sei] Handlung und Tat“ (S. 395). Daraus folgt, dass nach Schellings Auffassung die Schöpfung Ergebnis sowohl eines unfreien als auch eines freien, bewussten Vorgangs ist. „Alle Existenz forder[e] eine Bedingung, damit sie wirkliche, nämlich persönliche Existenz werde“. Dies gelte auch für Gott, „nur dass er diese Bedingung in sich, nicht außer sich [habe]. Er [könne] die Bedingung nicht aufheben, indem er sonst sich selbst aufheben müsste, er [könne] sie nur durch Liebe bewältigen“ (S. 399).
Schelling stellt in diesem Zusammenhang die Frage nach den Absichten Gottes, die Schöpfung mit dem Begleitumstand des Bösen bewusst-unbewusst initiiert zu haben, bzw. zugelassen zu haben, bzw. nach der Konzeption des Menschen und seiner Entscheidungsfreiheit. Wie alle Kreaturen entspringt der Mensch aus dem dunklen Grund und hat deshalb durch seine „Selbstheit“ (S. 364) „ein relativ von Gott unabhängiges Prinzip in sich“ (S. 363). Das Böse könne also „nur in der Kreatur entspringen“ (S. 374). In „Gott als Geist“ und der „reinste[n] Liebe“  könne „nie ein Wille zum Bösen sein; ebenso wenig auch in den idealen Prinzipien“. Aber diese könnten dem „Wille[n] des Grundes nicht widerstehen, noch ihn aufheben“. Dieser Grund müsse unabhängig „wirken, damit die Liebe sein könne“ (S. 375). Da der dunkle Grund also zum Licht, und somit zur Einheit mit ihr, drängt, hat der Mensch Anteil an dem göttlichen Prinzip des Geistes, das ihn durch das „ausgesprochene[] Wort“, die Kompetenz des Logos,  in die Spitzenposition der Schöpfung versetzt.
Das Böse wird am Anfang der Schöpfung als eine Begleiterscheinung des Naturprinzips zwar „erregt und durch das Für-sich-Wirken des Grundes endlich zum allgemeinen Prinzip entwickelt“ (S. 381), doch kommt es hier „nie zur Verwirklichung“, wenn es auch „beständig dahin strebt“ (S. 380). Aktiviert wird das Böse auf einer späteren Entwicklungsstufe zuerst im Menschen durch die „Angst des Lebens“ und die Herrschaft des „besonderen Willen[s]“, dem „Sirenengesang aus der Tiefe“, über den „allgemeinen Willen“ und bleibt immer seine „eigene Wahl“ (S. 381).
Schelling sieht, in der Diskussion mit den Auffassungen Kants (S. 383 ff.) und Fichtes (S. 385 ff.), darin jedoch keine wahre Freiheit, denn die „freie Handlung folg[e] unmittelbar aus dem Intelligiblen des Menschen“ als „notwendig […] bestimmte Handlung“ nach dem „Gesetz der Identität und mit absoluter Notwendigkeit“, d. h. „sein Wesen, […] seine eigne Natur müsste ihm Bestimmung sein“ (S. 384) und nicht ein äußerer oder innerer Zwang: „Das Wesen des Menschen ist wesentlich seine eigene Tat“. In der ursprünglichen Schöpfung war der Mensch ein „unentschiedenes Wesen“ (S. 385). Und hier, in einer, wie Schelling betont, nach der allgemeinen Denkweise schwer verständlichen  zeitübergreifenden Urwahl entschied sich der Mensch zu einer „ewige[n] Tat“, gewissermaßen zu einer bestimmten Anlage, so dass er nicht „zufällig oder willkürlich“ (S. 386), aber ohne Zwang zum Guten oder Bösen neigt. Aber der Mensch wird, trotz dieser besonderen Art der Prädestination, gewissermaßen einem persönlichen vorzeitlichen Sündenfall, nicht aus seiner Verantwortung bzw. Schuld entlassen, auch wenn er sich nicht gegen eine Tat wehren konnte: „Denn das Böse kann immer nur entstehen im innersten Willen des eigenen Herzen, und wird nie ohne eigene Tat vollbracht“ (S. 399). Allein „[d]ie aktivierte Selbstheit [sei] noch nicht das Böse“, denn sie sei „notwendig zur Schärfung des Lebens“. Sie werde nur zum Bösen, „sofern sie sich gänzlich von ihrem Gegensatz, dem Licht oder dem Universalwillen, losgerissen hat“ (S. 399 f.).
Schelling bezieht in sein Modell christliche Gedanken des Sündenfalls durch Abweichung vom göttlichen Prinzip mit ein: Der Mensch verlasse die real-ideale Einheit, indem er deren Gleichgewicht stör[e] und das „finstere Prinzip“ der „Selbstheit“ (S. 392), die Egozentrik, zum Zentrum seines Handelns mach[e]. Damit öffne sich „der Geist des Menschen dem Geist der Lüge und Falschheit“ und sei „bald von ihm fasziniert“, dass er „der anfänglichen Freiheit verlustig wird.“ Das „wahre Gute [könne] nur durch die göttliche Magie bewirkt werden […] nämlich durch die unmittelbare Gegenwart des Seienden im Bewusstsein und der Erkenntnis. Die wahre Freiheit [sei] im Einklang mit einer heiligen Notwendigkeit, dergleichen wir in der wesentlichen Erkenntnis empfinden, da Geist und Herz, nur durch ihr eigenes Gesetz gebunden, freiwillig bejahen, was notwendig ist. Wenn das Böse in einer Zwietracht der beiden Prinzipien besteh[e], so [könne] das Gute nur in der vollkommenen Eintracht derselben bestehen und das Band, das beide vereinigt, [müsse] ein göttliches sein“ (S. 391 f.).
Der Mensch hat zwar die Möglichkeit (S. 374), nicht die positiven Werte zu vertreten, sich vom Geist zu trennen, eigennützige Ziele der Selbstheit (z. B. Begierden, Lüste) zu verfolgen und damit die Mittel zum Zweck zu entfremden (S. 365), was das „Böse“ bzw. die „Zerrüttung in ihm selbst“ (S. 366) bedeutet. „[D]as Band der Prinzipien in ihm ist kein notwendiges, sondern ein freies. Er steht am Scheidepunkt“ (S. 374). Damit ist der Mensch aber nicht wirklich frei, denn die wahre Freiheit und das „Wahre Leben“ (S. 366) liegt in dem Weg zum Licht, zur Einheit und ewigen Liebe durch eine Kontrolle der lebensnotwendigen, dunklen Kräfte.
Der Mensch bekomme die Bedingungen des dunklen Grundes nie in seine Gewalt, weshalb sich „seine Persönlichkeit und Selbstheit nie zum vollkommenen Aktus erheben [könne]“.  Dadurch erkläre sich die „tiefe unzerstörliche Melancholie alles Lebens“ (S. 399).
Eine entsprechend begründete Gefährdung sieht Schelling in der geschichtlichen Entwicklung, vergleichbar mit jener in der vom Unbewussten (unorganisch, organisch, Tiere) zum Bewussten (Mensch) sich entfaltenden Natur: „Wie aber die ungeteilte Macht des anfänglichen Grundes erst im Menschen als Inneres (Basis oder Zentrum) eines einzelnen erkannt wird, so bleibt auch in der Geschichte das Böse anfangs noch im Grunde verborgen, und dem Zeitalter der Schuld und Sünde geht eine Zeit der Unschuld oder der Bewusstlosigkeit [das Goldenen Zeitalter] über die Sünde voran“ (S. 378). In dieser sagenhaften Zeit „seliger Unentschiedenheit, wo weder Gutes noch Böses war“ (S. 379), wirkte in diesem „Für-sich-Wirken des Grundes“ noch das darin enthaltene „ganze göttliche Wesen, nur nicht als Einheit“.
In der darauf folgenden Ära der „waltenden Götter und Heroen“ herrschte die „Allmacht der Natur […] in der sichtbaren Schönheit der Götter und allem Glanz der Kunst und sinnreichen Wissenschaft“ und leitete das Leben durch „die Macht erdentquollener Orakel“ (S. 379): „Damals kam den Menschen Verstand und Weisheit allein aus der Tiefe […] alle göttlichen Kräfte des Grundes herrschten auf der Erde […] bis  das im Grunde wirkende Prinzip endlich als welteroberndes Prinzip hervortrat, sich alles zu unterwerfen und ein festes und dauerndes Weltreich zu gründen“ (S. 379). Und immer wieder, wenn „das Band der Liebe fehlte“ (S. 378), sei die Geschichte „in das Chaos zurück[gesunken]“ (S. 378). Diese werde angekündigt durch „böse Geister“ und die Ersetzung des Glaubens an Götter durch „falsche Magie“ (S. 379) „Und so komm[e] die Zeit, wo alle diese Herrlichkeit sich auflöst […] und der schöne Leib der bisherigen Welt zerfällt“ (S. 379). Dann greife Gott in der Gestalt Jesus in die Entwicklung ein, um in einer „zweiten Schöpfung“, in einem „neue[n] Reich“, in welchem „das lebendige Wort“ das Zentrum des „Kampf[es] gegen das Chaos“ bildet, die Verbindung mit Gott „auf der höchsten Stufe wiederherzustellen“ (S. 380).

## Analyse

### Die "Division" (innere Teilung) Gottes
Schellings freiheitstheoretische Überlegungen fußen auf der Unterscheidung zwischen Gott als Existierendem und Gott als Grund seiner Existenz – er spricht bei dieser Unterscheidung auch vom Prinzip des Verstandes und dem Prinzip des Grundes. Er schafft so eine Teilung (Division) in Gott selbst, die kaum noch Ähnlichkeit mit der traditionellen Auffassung Gottes als causa sui hat, da Schelling davon ausgeht, dass das Prinzip des Grundes etwas Gott selbst Fremdes in Gott bildet, etwas, was er nicht selbst ist, worauf er als Existierender kaum Einfluss nehmen kann. Schelling erklärt, dass dieser Grund Gottes auch der Grund für die Schöpfung der Natur ist. Das Prinzip des Grundes überträgt sich so von Gott auf die Natur. Alles Existierende setzt sich daher aus derselben Dualität von Existenz und Grund von Existenz zusammen.
Das Prinzip des Grundes erscheint in der Schöpfung (also in der Natur und zuletzt auch im Menschen) als Eigenwille der Kreatur. Schelling besteht dabei auf der epistemischen Undurchdringlichkeit des Eigenwillens:

Nach der ewigen Tat der Selbstoffenbarung ist nämlich in der Welt, wie wir sie jetzt erblicken, alles Regel, Ordnung und Form; aber immer liegt noch im Grunde das Regellose, als könnte es einmal wieder durchbrechen, und nirgends scheint es, als wären Ordnung und Form das Ursprüngliche, sondern als wäre ein anfänglich Regelloses zur Ordnung gebracht worden. Dieses ist an den Dingen die unergreifliche Basis der Realität, der nie aufgehende Rest, das, was sich mit der größten Anstrengung nicht in Verstand auflösen lässt, sondern ewig im Grunde bleibt. Aus diesem Verstandlosen ist im eigentlichen Sinne der Verstand geboren.."

Mit dieser Konzeption einer unüberschreitbaren Erkenntnisgrenze widerspricht Schelling der Hauptaussage von G.W.F. Hegels zwei Jahre zuvor erschienenem Hauptwerk Phänomenologie des Geistes. Hegel hatte den Weg der Erkenntnis des Bewusstseins zum absoluten Wissen aufgezeichnet. Nach Hegel wird sich der Welt-Geist am Ende seiner Entwicklung in der menschlichen Selbsterkenntnis vollkommen transparent. Diese absolute Selbsterkenntnis ist bei Schelling prinzipiell nicht möglich.

### Möglichkeit und Wirklichkeit des Bösen
Auch der Mensch setzt sich nach Schelling aus den beiden Prinzipien zusammen. Das Prinzip des Grundes beschreibt den Eigenwillen der Kreatur und nimmt im Menschen den Geist des Bösen an, während das Prinzip des Verstandes den Universalwillen bildet und im Menschen als Geist der Liebe verwirklicht ist. In Schellings Konzeption ist der Mensch das einzige Wesen, das eine Wahl treffen kann, wie er die beiden Komponenten in sich anordnet. Stellt er den Geist des Bösen über den Geist der Liebe, dann hieße dies, dass er egozentrische Interessen zur Motivation seiner Handlung macht. Dies wäre nach Schelling das Böse. Umgekehrt tut der Mensch das Gute, wenn er sich aus dem Geist der Liebe zu  Handlungen motiviert. Er lässt so die eigenen Interessen in den Hintergrund treten und verhält sich gemäß dem Prinzip des Verstandes vermittelnd und kommunikativ, d. h. verständigend.

### Die Selbstoffenbarung Gottes
Die Freiheitsschrift endet, wie die Bibel auch, mit einem Offenbarungsabschnitt. Die Selbstoffenbarung Gottes besteht nach Schelling in einem geschichtlichen Prozess, der seit der Schöpfung in Gang ist und darauf zusteuert, das Prinzip des Grundes, d. h. das Böse, sowohl in Gott als auch in der Natur vollends zu unterdrücken. Schelling besteht allerdings darauf, dass das Böse nie ganz verschwinden dürfe, da sich die Liebe nur im Kontrast zum Bösen entfalten könne. Das Böse bildet also nach dem Prozess der Offenbarung die ewige Potentialität, während die Liebe die ewige Aktualität bildet.

"Aber das Gute soll aus der Finsternis zur Aktualität erhoben werden, um mit Gott unvergänglich zu leben; das Böse aber von dem Guten geschieden, um auf ewig in das Nichtsein verstoßen zu werden."

## Stellung in Schellings Gesamtwerk
Im Gesamtwerk Schellings wird die Freiheitsschrift gemeinhin als Brückenschlag zwischen seiner Früh- und Spätphilosophie angesehen, da einerseits noch Konzeptionen seiner Identitätsphilosophie (d. h. der Einheit von Natur und Geist) spürbar sind und andererseits schon ein Ausblick auf Schellings spätere Ansätze zu erahnen ist, bspw. Anklänge geschichtsphilosophischer Überlegungen, wie er sie später in den Weltaltern umsetzt.

## Ausgaben
- F. W. J. Schelling: Über das Wesen der menschlichen Freiheit. Meiner, Hamburg 2001.
- F. W. J. Schelling: Über das Wesen der menschlichen Freiheit : Mit einem Essay von Walter Schulz "Freiheit und Geschichte in Schellings Philosophie". Suhrkamp, Frankfurt am Main 1988.

## Sekundärliteratur
- Martin Heidegger: Schellings Abhandlung über das Wesen der menschlichen Freiheit. Zweite, durchgesehene Auflage. Niemeyer, Tübingen 1971, ISBN 3-484-70107-2.
- O. Höffe, A. Pieper (Hrsg.): Über das Wesen der menschlichen Freiheit. (= Klassiker auslegen. Bd. 3). Akademie, Berlin 1995, ISBN 3-05-002690-1.